# Міхалув (Опольське воєводство)
Міхалув (пол. Michałów) — село в Польщі, у гміні Ольшанка Бжезького повіту Опольського воєводства.
Населення — 512 осіб (2011).

## Демографія
Демографічна структура станом на 31 березня 2011 року:
|          | Загалом | Допрацездатний вік | Працездатний вік | Постпрацездатний вік |
| -------- | ------- | ------------------ | ---------------- | -------------------- |
| Чоловіки | 268     | 62                 | 189              | 17                   |
| Жінки    | 244     | 54                 | 135              | 55                   |
| Разом    | 512     | 116                | 324              | 72                   |